# 永田氏
永田氏（ながたし）は、日本の氏族。

## 概要
宇多源氏の一派近江源氏 佐々木氏流の高島氏の分家。高島高信の次男・高島胤信は近江国高島郡永田（同郡永田村、のちの大溝町永田、高島町永田、現・高島市永田。長田の郷碑、長田神社が所在）を本拠として永田氏を名乗り、永田城城主となる。以後、永田氏は高島七頭のひとつとして、高島郡に勢力をもった。